# Piwdenne (Charkiw)
Piwdenne (ukrainisch Південне; russisch Пивденное/Piwdennoje oder früher Южный/Juschny) ist eine Stadt in der Ukraine im Norden der Oblast Charkiw etwa 18 Kilometer südwestlich der Stadt Charkiw mit etwa 7700 Einwohnern (2015).

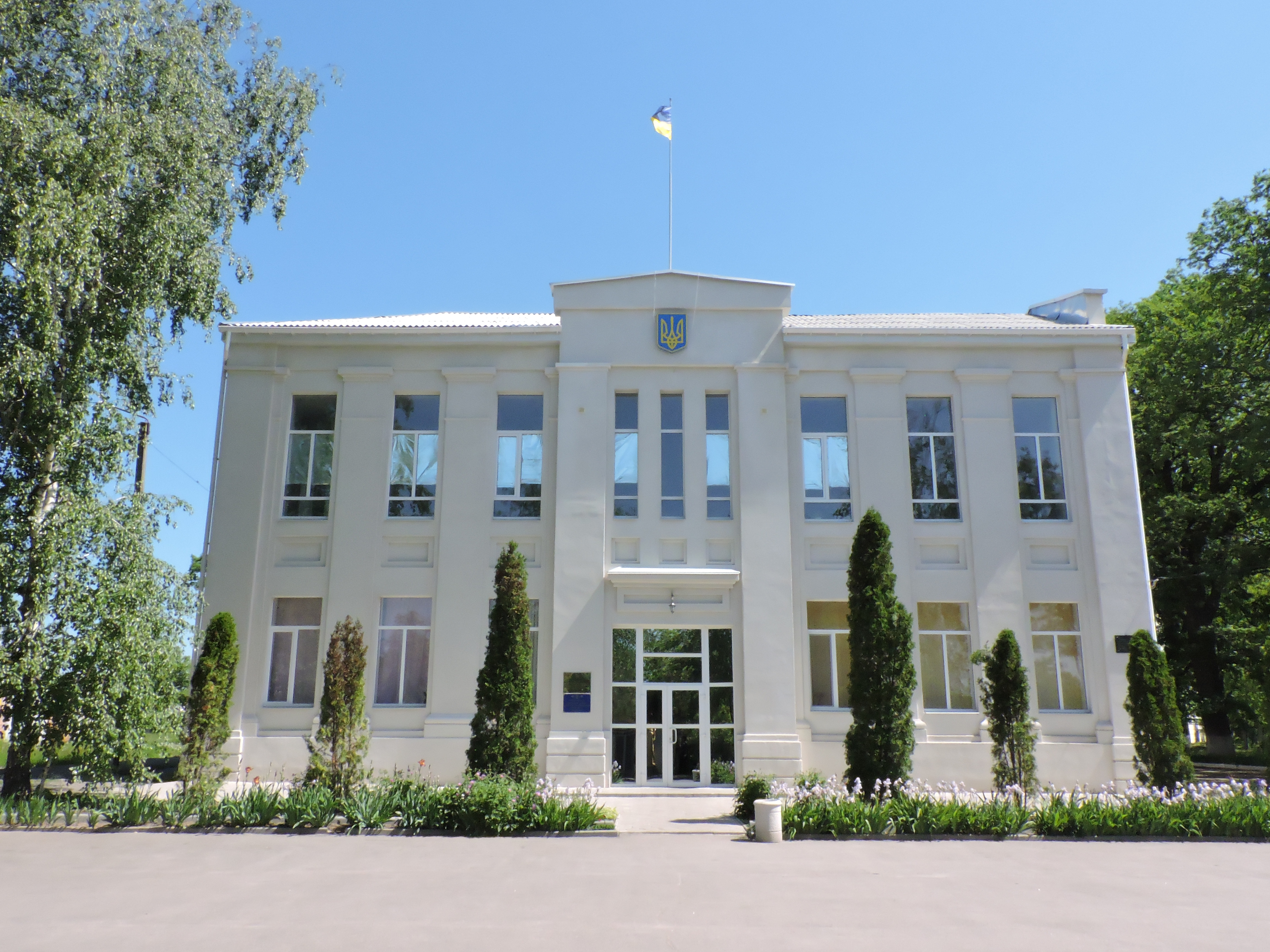
Gebäude im Ort

Die Stadt entstand 1963 durch den Zusammenschluss der Dörfer Komariwka (gegründet in der zweiten Hälfte des 17. Jahrhunderts) und Juschny und übernahm den Namen der bereits 1906 gegründeten Siedlung für die Arbeiter der Russischen Südbahn, Juschny bzw. deren ukrainisches Pendant Piwdenny (zu deutsch: „Süden“).

## Verwaltungsgliederung
Am 12. Juni 2020 wurde die Stadt zum Zentrum der neugegründeten Stadtgemeinde Piwdenne (Південноміська міська громада / Piwdennomiska miska hromada). Zu dieser zählen auch die Siedlung städtischen Typs Budy sowie die zwei in der untenstehenden Tabelle aufgelistetenen Dörfer und eine Ansiedlung; bis dahin hatte die Stadt zusammen mit der Ansiedlung Perschotrawnewe die gleichnamige Stadtratsgemeinde Piwdenne (Південноміська міська рада / Piwdennomiska miska rada) im Südwesten des Rajons Charkiw gebildet.
Folgende Orte sind neben dem Hauptort Piwdenne Teil der Gemeinde:
| Name                     | Name          | Name                               |
| ukrainisch transkribiert | ukrainisch    | russisch                           |
| ------------------------ | ------------- | ---------------------------------- |
| Bidrjahy                 | Бідряги       | Бедряги (Bedrjagi)                 |
| Budy                     | Буди          | Буды                               |
| Bystre                   | Бистре        | Быстрое (Bystroje)                 |
| Perschotrawnewe          | Першотравневе | Першотравневое (Perschotrawnewoje) |